# Девід Ларсон
Девід Ларсон (англ. David Larson, 25 червня 1959) — американський плавець.
Олімпійський чемпіон 1984 року.
Переможець Панамериканських ігор 1979, 1983 років.